# Vetenskapsåret 1887

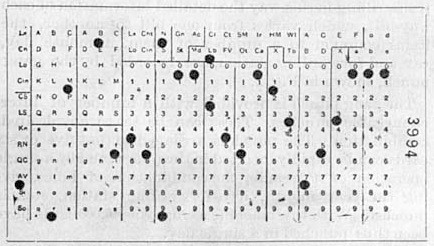
Ett hålkort avsett för en Holleriths räknemaskiner.

## Händelser
- 3 mars - Den dövstumma och blinda Helen Keller möter sin lärare Anne Sullivan.
- 4 mars - Gottlieb Daimler visar upp den första automobilen.
- 8 mars - Everett Horton i Connecticut patenterar ett teleskopiskt fiskespö av stålrör.
- 13 mars - Chester Greenwood patenterar öronmuffar.
- 8 juni - Herman Hollerith får patent på en räknemaskin med hålkort.
- 26 juli - L. L. Zamenhof publicerar "Lingvo Internacia de Doktoro Esperanto".
- Augusti - Anna Connelly patenterar brandtrappan.
- Augusti - Vid Marine Hospital, Staten Island, NY grundas ett hygieniskt laboratorium, numera USA:s National Institutes of Health.
- 8 november - Tysk-amerikanen Emile Berliner erhåller patent på den första grammofonen.
- Vulkanutbrottet i Mauna Loa på Hawaii, som pågått sedan 1843, avtar.
- Heinrich Hertz upptäcker elektromagnetismen.
- Michelson–Morleys experiment visar att ljushastigheten är oberoende av förflyttning.
- Adolf Fick uppfinner kontaktlinsen.
- Comptometern patenteras av Dorr Eugene Felt.
- Gula floden i Kina svämmar över och 900 000 dör.
- Thomas Stevens blir den förste att cykla runt jorden.

### Astronomi
- Okänt datum - Theodor von Oppolzers Canon der Finsternisse, en samling av 8 000 solförmörkelser och 5 200 månförmörkelser åren 1 200 före Kristus-2 161 efter Kristus, publiceras postumt.[1].

### Biologi
- Okänt datum - Sergej Winogradsky upptäcker den första kända formen av litotrofi under sitt arbete med Beggiatoa.[2]

### Medicin
- 1 oktober - Hong Kong College of Medicine for Chinese grundas av Patrick Manson.[3]

### Psykologi
- Okänt datum - Richard Hodgson och S. J. Davey publicerar, i samband med en utredning om allmänhetens tro på parapsykolgoi, en av de första beskrivningarna av ögonvittnets otillförlitlighet.[4]

## Pristagare
- Bigsbymedaljen: Charles Lapworth, engelsk paleontolog. [5]
- Copleymedaljen: Joseph Dalton Hooker, brittisk botaniker och forskningsresande.
- Davymedaljen: John A.R. Newlands, brittisk kemist.
- De Morgan-medaljen: James Joseph Sylvester, brittisk matematiker.
- Wollastonmedaljen: John Whitaker Hulke, brittisk kirurg och geolog. [6]

## Födda
- 22 juni – Julian Huxley (död 1975), brittisk biolog och författare.
- 18 augusti – Erwin Schrödinger (död 1961), österrikisk fysiker.

## Avlidna
- 22 januari - Joseph Whitworth (född 1803), engelsk maskiningenjör.
- 31 mars – Albert Kellogg (född 1813), amerikansk läkare och botaniker.
- 16 augusti - Julius von Haast (född 1822), tysk geolog och paleontolog.
- 19 augusti - Spencer Fullerton Baird (född 1823), amerikansk ornitolog och iktyolog.
- 19 augusti - Alvan Clark (född 1804), amerikansk astronom och teleskoptillverkare.
- 17 oktober - Gustav Kirchhoff (född 1824), tysk fysiker.

### Fotnoter
1. ↑  von Oppolzer, Th. Canon der Finsternisse. Vienna: Kaiserlich-Königliche Hof- und Staatsdruckerei [= Denkschriften der Kaiserlichen Akademie der Wissenschaften in Wien, Math.-naturw. Kl., Bd. 52]; repr. with preface by Donald H. Menzel and English translation of the introduction by Owen Gingerich, New York: Dover Publications, 1962.
2. ↑  Winogradsky, S. (28 mars 1887). ”Über Schwefelbakterien”. Botanische Zeitung (45):  ss. 489–610.
3. ↑  ”History & Development”. The University of Hong Kong Li Ka Shing Faculty of Medicine. 2006. Arkiverad från originalet den 13 maj 2011. https://web.archive.org/web/20110513055941/https://www0.hku.hk/facmed/01us_history.htm. Läst 5 april 2011.
4. ↑  "The Possibilities of Malobservation and Lapse of Memory from a Practical Point of View". Proceedings of the Society for Psychical Research 4.
5. ↑  ”Geological Society”. Arkiverad från originalet den 21 april 2009. https://web.archive.org/web/20090421141428/http://www.geolsoc.org.uk/gsl/info/collections/archives/page753.html. Läst 13 april 2011.
6. ↑  ”Geological Society”. Arkiverad från originalet den 5 juni 2011. https://web.archive.org/web/20110605102217/http://www.geolsoc.org.uk/gsl/society/history/page750.html. Läst 13 april 2011.